# Vogtland

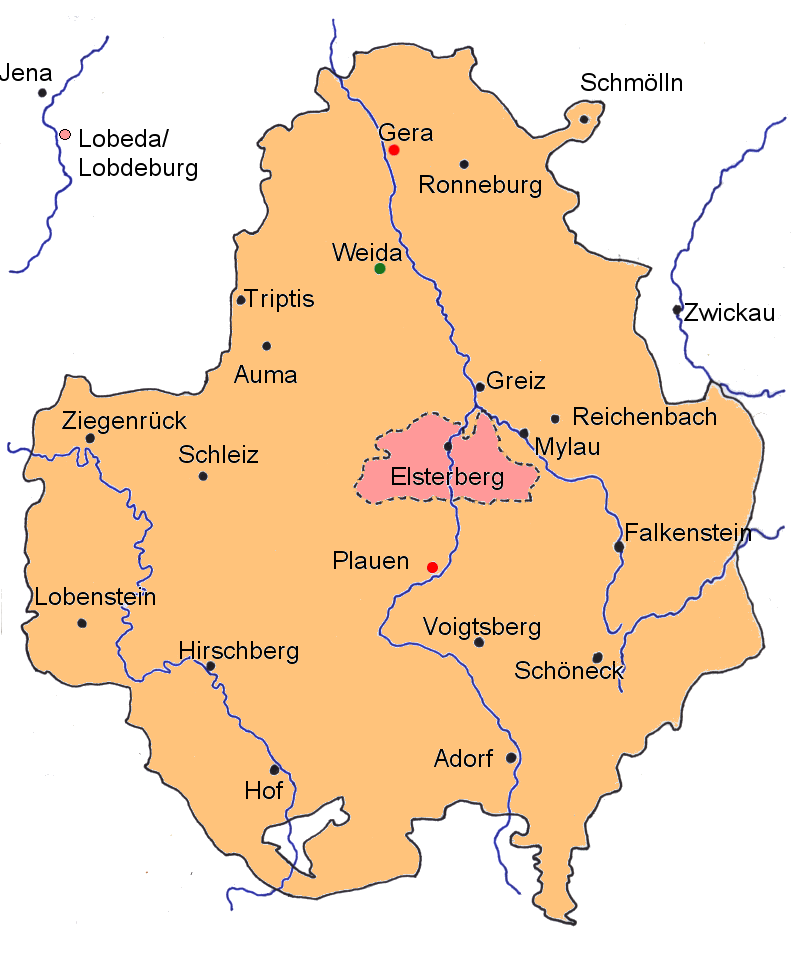
Mappa del Vogtland intorno al 1350

Il Vogtland (in ceco Fojtsko) è una regione geografica della Germania e della Repubblica Ceca, situata tra i land di Baviera, Turingia e Sassonia e la regione della Boemia. Il nome allude all'antica dominazione dei Vögte, i signori di Weida, Gera e Plauen.
Si tratta di una regione collinare con molte foreste ed aree agricole.